# Giesdorf
Giesdorf is een plaats in de Duitse deelstaat Rijnland-Palts, en maakt deel uit van de Eifelkreis Bitburg-Prüm.
Giesdorf telt 129 inwoners.

## Geschiedenis
In 1016 bestond de plaats uit een huis en molen en behoorde tot Marienstift in Prüm.

## Bestuur
De plaats is een Ortsgemeinde en maakt deel uit van de Verbandsgemeinde Prüm.

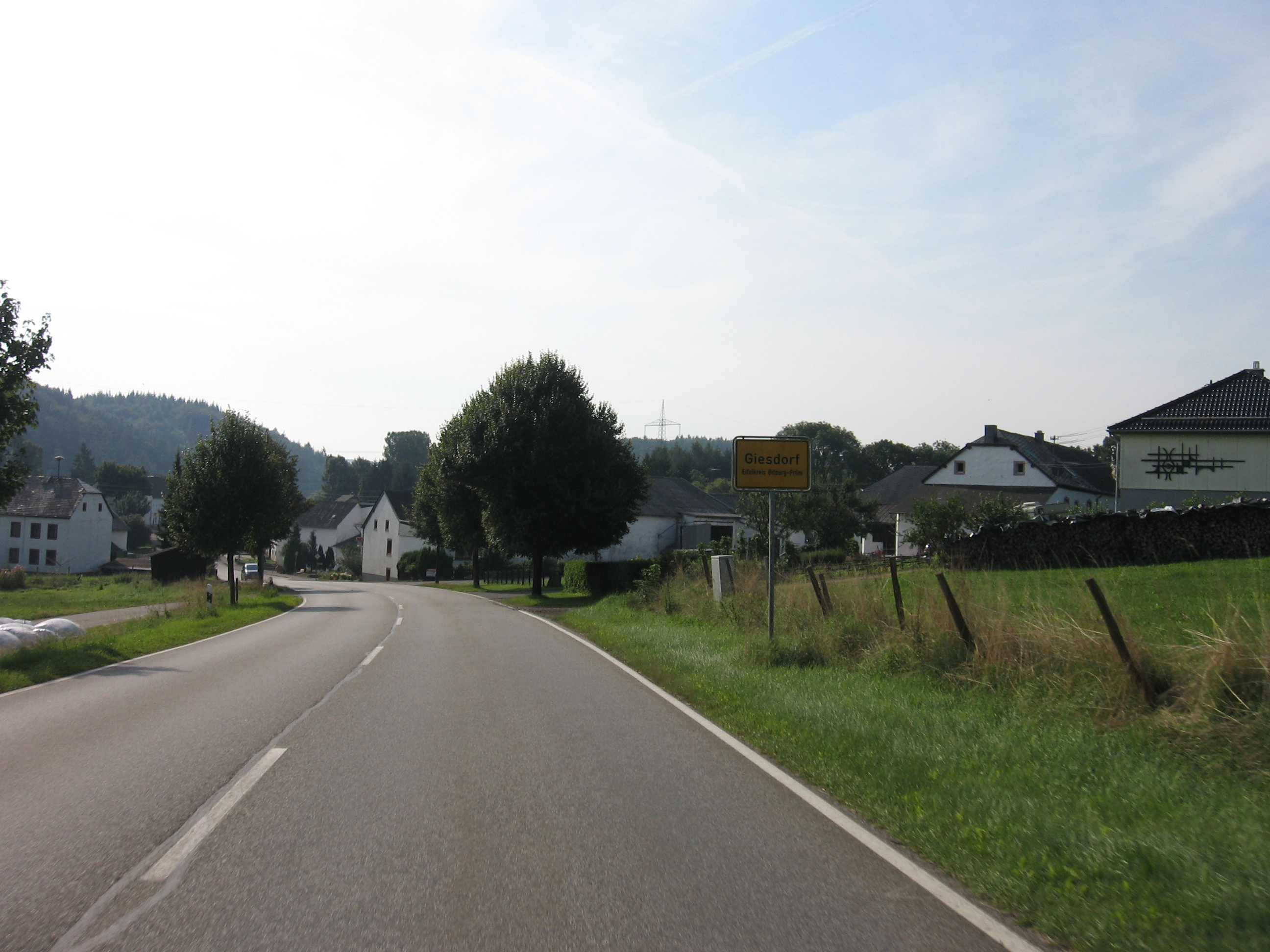
Giesdorf

Verbandsvrije stad:  Bitburg